# أندريه فيرنانديز
أندريه فيرنانديز (بالبرتغالية: André Fernandes‏) هو موسيقي وملحن برتغالي، ولد في 1 أبريل 1982 في بورتو في البرتغال.

## روابط خارجية
- أندريه فيرنانديز على موقع IMDb (الإنجليزية)